# Suecia antiqua et hodierna
Suecia antiqua et hodierna (literalmente Suécia antiga e contemporânea) é uma  obra topográfica com gravuras calcográficas do arquiteto sueco Erik Dahlbergh editada em 1716.
Contém 469 gravura em 353 lâminas, descrevendo a Suécia no seu período de grande potência internacional no séc. XVII.
Esta obra foi inspirada nos trabalhos do gravurista suiço Matthäus Merian.

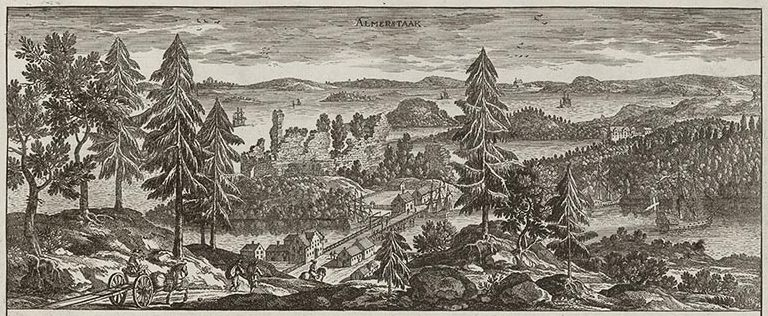
O Castelo de Almarestäket (Almarestäkets borg)
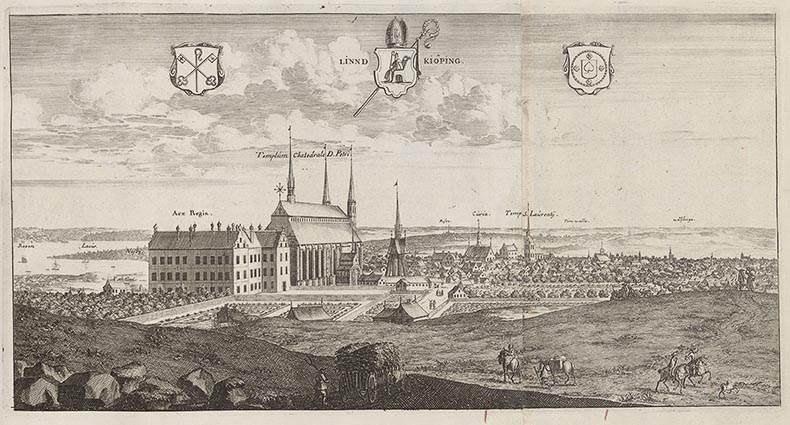
A cidade de Linköping
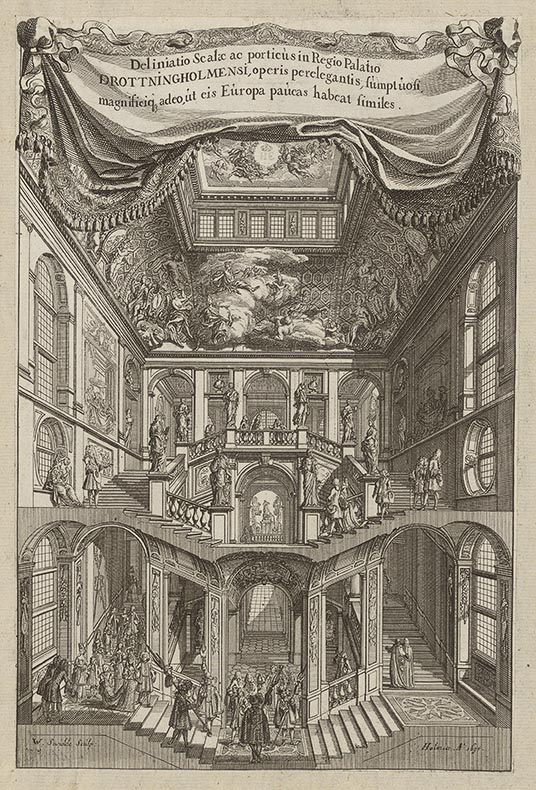
Escadaria do Palácio de Drottningholm